# Chinois en Afrique du Sud
Les Chinois en Afrique du Sud (chinois simplifié : 华裔南非人 ; chinois traditionnel : 華裔南非人) sont les membres de la diaspora chinoise vivant en Afrique du Sud. Ceux-ci proviennent majoritairement des Chinois émigrés avant le XXe siècle détournés des États-Unis à la suite de la loi d'exclusion des Chinois, des ouvriers employés dans les mines d'or, des industriels de Taïwan venus tenter leur chance dans les années 1970 à 1990, des Chinois fuyant la Chine vers une Afrique du Sud post-apartheid à partir de 1991, ainsi que de leurs descendants,.
Cette population vit majoritairement à Johannesburg, et la communauté d'Afrique du Sud est la plus importante de toute l'Afrique.

## Histoire

### Mines hollandaises
Les premiers Chinois posant le pied en Afrique du Sud étaient des prisonniers des Néerlandais déplacés des prisons de Batavia afin de servir de main-d'œuvre dans les exploitations dans les années 1660. Une partie d'entre eux étaient des hommes libres venus s'installer dans les colonies hollandaises du cap de Bonne-Espérance afin d'y être fermiers ou commerçants De 1660 jusqu'à la fin du XIXe siècle le nombre de Chinois dans les colonies du Cap n'excède jamais 100 personnes.:5–6.
Dans les années 1870, une ruée vers l'or dans les Witwatersrand et vers les diamants à Kimberley attire des Chinois de Canton, qui, peinant à obtenir des licences d'exploitation à cause de discriminations raciales, se tournent vers le petit entrepreneuriat. La loi d'exclusion des Chinois qui leur ferme les frontières américaines entre 1884 et 1904 participe à l'essor de cette destination pour les migrants chinois.
La seconde guerre des Boers éparpille la communauté hors du Witwatersrand et créé des quartiers notamment à Port Elizabeth, au Cap-Oriental et à Johannesburg. Les descendants de cette première vague d'immigration sont en 2012 au nombre de 10 000 selon Yoon Jung Park.

### Mines britanniques

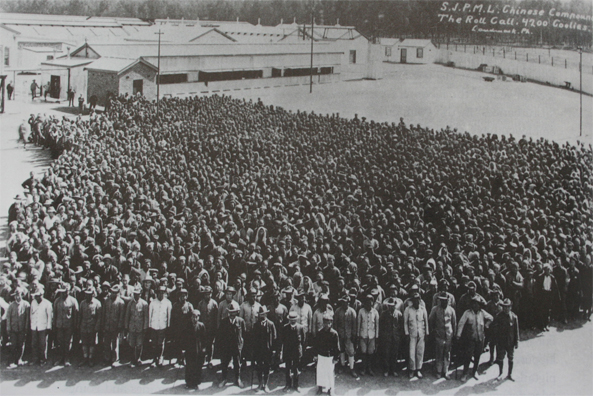
Mineurs chinois.

Entre 1904 et 1910, une nouvelle vague de Chinois est embauchée sous contrat dans les mines d'or du Witwatersrand, jusqu'à 63 000 sur toute la période. En effet, les ouvriers non qualifiés africains refusant les offres des britanniques pour rester dans les villes, ceux-ci se tournent vers les asiatiques. Les provinces de Zhili, de Shandong et du Henan sont les plus gros fournisseurs de main-d'œuvre:105, en partie grâce à l'aide de Herbert Hoover, futur 31e président des États-Unis, alors directeur de la 
Chinese Engineering and Mining Corporation (CEMC). Cependant, et pour les mêmes raisons de racisme qu'aux États-Unis à la même époque, la quasi-totalité des ouvriers sont renvoyés dans leur pays après 1910,. Il existe encore aujourd'hui un mythe faux, qui fait des Chinois d'Afrique du Sud les descendants de ces chercheurs d'or contractuels:103–104.
Lorsque les conditions de travail de ces ouvriers commencent à être connues au Royaume-Uni, le scandale public entraîne la chute du gouvernement conservateur. D'un autre côté, cette exploitation fait des mines de  Witwatersrand les plus productives du monde et permet un redressement de l'économie du pays à la suite de la guerre des Boers:103.

### Mahatma Gandhi

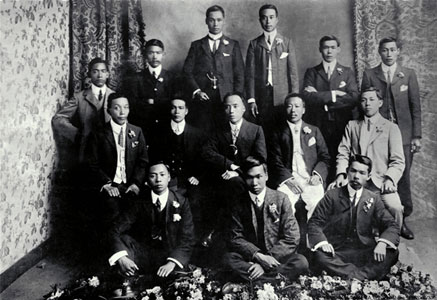
Leaders de la résistance passive chinoise en 1906

En 1906, environ 1 000 Chinois se joignent à la marche des Indiens organisée par Gandhi pour protester contre l'interdiction faite aux asiatiques d'accéder à la propriété,. Entre 1906 et 1913, ils soutiennent la résistance passive, le secrétaire de l'association chinoise informant Gandhi que les membres de sa communauté sont prêts à se faire mettre en prison à sa suite.

### Apartheid
Durant l'apartheid, environ 10 000 Chinois sont présents sur le sol sud-africain. Ils sont classés dans la catégorie Coloured, puis dans la catégorie Asians avec les Indiens. Ils sont soumis aux mêmes exclusions que les noirs, ce qui entraîne des obligations de déménager pour certains d'entre eux, présents dans des zones qui deviennent « réservées aux blancs ».

### Industrialisation
Des liens particuliers sont tissés entre l'Afrique du Sud et Taiwan (officiellement la République de Chine) à partir des années 1970. Les investisseurs provenant de cette région, aussi bien Chinois ou Taïwanais que Coréens et Japonais, bénéficient d'avantages fiscaux pour s'implanter dans zones pauvres des Bantoustans. Ils sont classifiés blancs honoraires, avec presque autant de droits que les blancs, ce qui créé un paradoxe par rapports aux descendants des Chinois déjà implantés dans le pays qui continuent d'être classifiés Coloured ou Asians.
La population chinoise passe durant cette période de 10 000 à 30 000, avec des investissements notamment dans le textile estimés à plus de 2 milliards de dollars et employant 50 000 personnes:427.
En 2010, les Chinois-Taiwanais ne représentent plus qu'environ 6 000 personnes

### Post-Apartheid
À partir de 1994, une nouvelle vague d'immigration économique en provenance de la Chine continentale monte la population à plusieurs centaines de milliers, créant des chinatowns dans toutes les villes principales du pays.
Parallèlement à cette immigration nouvelle, les Chinois implantés de longue date réclament le droit à bénéficier du programme Black Economic Empowerment. En 2008, la Haute Cour d'Afrique du Sud à Prétoria juge qu'en vertu de la discrimination qu'ils ont subie durant l'apartheid au même titre que les Coloured, ils doivent également être reconnus comme noirs au regard de ce programme. Les autorités précisent en 2015 que seuls les Chinois installés sur le territoire avant 1994 bénéficient de cette disposition.